# К-157 «Вепрь»
К-157 «Вепрь» — российская многоцелевая атомная подводная лодка проекта 971 «Щука-Б», отличается от предыдущих подводных лодок проекта 971 своим модернизированным оборудованием и увеличенной на три метра длиной. На западе «Вепрь» и все последовавшие за ним субмарины относят к подклассу «Akula II».

## История
Заложена 16 июня 1990 года на «Севмаше» в Северодвинске под заводским номером 834.
27 января 1992 года официально включена в списки кораблей Военно-морского флота Союза ССР (ВМФ СССР), затем Вооружённых сил СНГ, а с 10 мая 1992 года ВС России.
6 апреля 1993 года подлодке присвоено наименование «Вепрь» в честь русской подводной лодки «Вепрь» типа «Барс» времён Первой мировой войны. Спущена на воду 10 декабря 1994 года.
В 1995 году прошла государственные испытания, после чего вошла в строй 25 ноября, флаг поднят 30 ноября, 29 декабря того же года включена в состав 24-й ДиПЛ 3-й ФлПЛ Северного флота.
10 сентября 1998 года на борту К-157 (на борту находился экипаж однотипной подводной лодки К-461 «Волк») произошло чрезвычайное происшествие. Когда подлодка находилась в Гаджиево, 19-летний матрос Александр Кузьминых, в состоянии психического срыва, вооруженный автоматом АКС-74У, расстрелял 8 сослуживцев и заперся в торпедном отсеке, угрожая взорвать боезапас. При этом он подал в соседний отсек газ из системы ЛОХ. В конечном итоге, в ходе переговоров, ввиду невозможности добровольной сдачи, матрос был ликвидирован специалистами ФСБ.
По состоянию на декабрь 2019 года находилась на СРЗ «Нерпа» на ремонте и модернизации.
19 марта 2020 года вышла на заводские ходовые испытания после ремонта, сдача флоту запланирована на август 2020 года.
5 августа 2020 года подлодка завершила ремонт на СРЗ «Нерпа» и вернулась в состав Северного флота.
В июле 2021 года совершила переход в Кронштадт и вместе с К-266 «Орёл» и К-549 «Князь Владимир» участвовала в Главном военно-морском параде во время празднования Дня ВМФ.
В июле 2022 года снова прибыла в Кронштадт для участия в Главном параде в честь дня ВМФ, на этот раз совместно с подводной лодкой К-560 «Северодвинск» проекта 885 «Ясень».

## Командиры
- 1992-1998: А. А. Книпст
- 1998-2002: В. М. Воротников
- 2002-2006: Ю. А. Кириченко
- 2007-2009: Д. Н. Куманцов
- 2009-2019: С. М. Соколовский
- 2019-н. в.: М. Ю. Чурилов